# Babilonokia

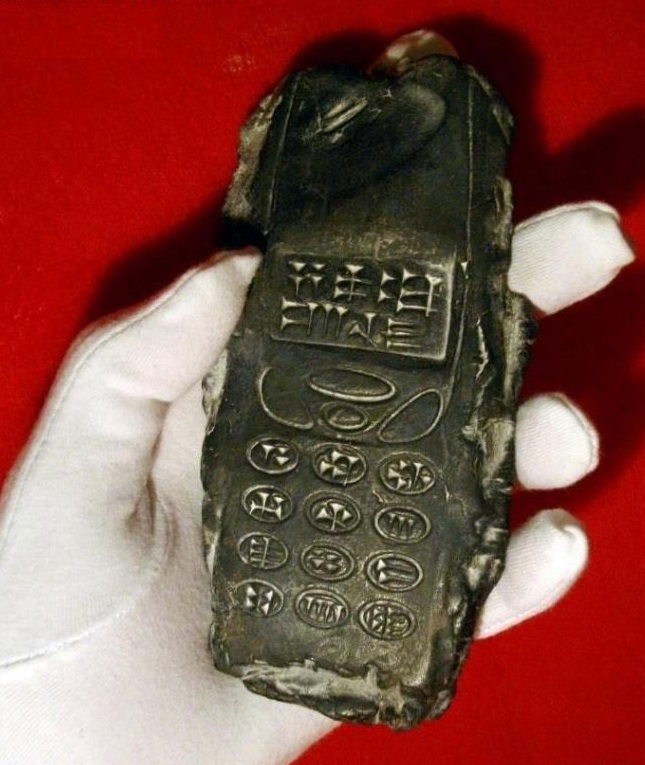
Babilonokia

A Babylonokia, más néven Babylon-Nokia, Alien-Mobile és Cuneiform Mobile Phone, Karl Weingärtner 2012-es alkotása: egy olyan agyagtábla, amely mobiltelefon formájú, és ékírásos írás látható a billentyűin és a képernyőjén.
Weingärtner az alkotással az információátadásnak az ókori világtól napjainkig terjedő fejlődését szimbolizálja. A fringe tudósok  és a az álrégészet hívei később félreértelmezték a műalkotás fotóját, egy 800 éves régészeti leletet láttak benne; ezt a történetet a Paranormal Crucible YouTube-csatornán népszerűsítették, és egyes sajtóforrások rejtélyként tárgyalták az objektumot.

## Alkotás
Weingärtner a berlini kommunikációs múzeumban Az ékírástól az SMS-ig: Kommunikáció egykor és ma címmel rendezett kiállításra reagálva hozta létre a telefon stílusú agyagtáblát ékírásos jelekkel. Az ékírás az információk írásos rögzítésének kezdetét szimbolizálja. 
Az a tény, hogy ez egy 1990-es évekből származó Ericsson S868-as mobiltelefonnak tűnő agyagmásolat, a művész számára nem volt lényeges, hiszen a mobileszközök általános metaforájaként használta.
Az alkotás egyedi, és a művész egy különleges raktárban őrzi. Kölcsönözhető múzeumok és kiállítások számára igény szerint. Agyagból készült, súlya 91 gramm (3¼ uncia), és méretei mintegy 13,5 x 6,5 x 0,8 centiméter (5,31 x 2,56 x 0,31 in).13,5 by 6,5 by 0,8 centiméter (5,31 by 2,56 by 0,31 in). 

## Megtévesztés
Weingärtner a Facebookon megosztott egy képet műalkotásáról, munkái eladásának részeként. Egy Facebook-kommentelő kitalálta a "BabyloNokia" nevet. Három évvel később a fotót az "Összeesküvés Klub" weboldalára posztolták "Ausztriában talált 800 éves mobiltelefon? Nézd meg ezt!" címmel. Az Express ismételten közzétette Weingärtner fényképét hivatkozás nélkül, és azt állította, hogy az artefaktumot a Kr. e. 13. századra datálták.
Weingärtner, amikor a képének szélsőséges weboldalak és a sajtó általi felhasználásáról beszélt, kijelentette: „A fényképet a tudtom nélkül és az engedélyem nélkül használták. [...] Ez nem az volt, amit szerettem volna. Nem hiszek az UFO-kban és nem hiszek az idegen lényekben.”

## Fordítás
- Ez a szócikk részben vagy egészben  a   Babylonokia című angol Wikipédia-szócikk ezen változatának fordításán alapul.  Az eredeti cikk szerkesztőit annak laptörténete sorolja fel. Ez a jelzés csupán a megfogalmazás eredetét és a szerzői jogokat jelzi, nem szolgál a cikkben szereplő információk forrásmegjelöléseként.